# G2 다양체
미분기하학에서 G2 다양체는 G2에 포함된 홀로노미 군을 갖는 7차원 리만 다양체이다. 군 {\displaystyle G_{2}}는 5개의 예외적 단순 리 군 중 하나이다. 이는 팔원수의 자기동형사상 군, 또는 동등하게 8차원 스피너 표현에서 스피너를 보존하는 특수 직교 군 {\displaystyle \mathrm {SO} (7)}의 진 부분 군, 또는 마지막으로 일반 선형 군 {\displaystyle \mathrm {GL} (7)} 결합적 형식인 비축퇴 3-형식 {\displaystyle \phi }을 보존하는 부분군으로 정의된다. 그러면 호지 쌍대 {\displaystyle \psi =*\phi }는 평행 4-형식, 즉 공결합 형식이 된다. 이러한 미분 형식은 리세 하베이 및 H. 블레인 로슨의 의미에서 측정이며 따라서 3차원 및 4차원 부분 다양체의 특수한 경우를 정의한다.

## 성질
모든 {\displaystyle G_{2}} 다양체는 7차원 리치 평탄 유향 스핀 다양체이다. 또한 {\displaystyle G_{2}}와 같은 홀로노미를 갖는 모든 콤팩트 다양체는 유한 기본군, 0이 아닌 첫 번째 폰트랴긴 특성류, 0이 아닌 세 번째 및 네 번째 베티 수를 갖는다.

## 역사
{\displaystyle G_{2}}가 특정 리만 7-다양체의 홀로노미군이라는 추측은 1955년 마르셀 베르제의 분류 정리에 의해 처음 제안되었으며, 이는 나중에 1962년 짐 사이먼스가 제시한 단순화된 증명과 일치했다. 당시에 해당 다양체의 예시가 단 하나도 발견되지 않았지만, 에드몬드 보난은 그러한 다양체가 존재한다면 평행 3형식과 평행 4형식을 모두 가질 것임을 보여줌으로써 유용한 기여를 했다. 그리고 그것은 필연적으로 리치 평탄이 될 것이다.
{\displaystyle G_{2}} 홀로노미를 갖춘 7-다양체의 최초 국소적 사례는 마침내 1984년경 로버트 브라이언트가 구성했으며, 그 존재에 대한 그의 완전한 증명은 1987년에 발표 되었다. 다음으로, 1989년에 브라이언트와 사이먼 살라몬이 {\displaystyle G_{2}} 홀로노미를 갖춘 완비(그러나 여전히 콤팩트하지는 않은) 7-다양체를 구성했다. {\displaystyle G_{2}} 홀로노미를 갖춘 최초의 콤팩트  7-다양체는 1994년에 도미닉 조이스가 구성하였다. 콤팩트 {\displaystyle G_{2}} 다양체는 특히 물리학 문헌에서 종종 "조이스 다양체"로 알려져 있다. 2013년에 M. Firat Arikan, 조현주, 세마 살루르는 스핀 구조와  {\displaystyle G_{2}} -구조를 가진 다양체는 호환 가능한 버금 접촉 계량 구조를 허용함을 보였고, 명시적인 호환 가능한 버금 접촉 구조는 {\displaystyle G_{2}} -구조를 가진 다양체에 대해 구성되었다. 같은 논문에서는 특정 종류의 {\displaystyle G_{2}}-다양체는 접촉 구조를 허용한다.
2015년에 Alessio Corti, 마크 하스킨스, 요하네스 노르드스트룀 및 토마소 파치니가 얻은 콤팩트 {\displaystyle G_{2}} 다양체의 새로운 구성은 사이먼 도널드슨이 제안한 붙이기 아이디어와 원통형 끝이 있는 칼라비-야우 다양체를 구성하기 위한 새로운 대수적 기하학 및 해석적 기법을 결합하여, 미분동형사상 기준으로 새로운 종류에 해당하는 수만 개의 예들을 생성했다.

## 물리학과의 연결
이러한 다양체는 끈 이론에서 중요하다. 그들은 원래의 초대칭을 원래 양의 1/8로 깨뜨린다. 예를 들어, M-이론은 다음과 같이 축소화된다. {\displaystyle G_{2}} 다양체는 N=1 초대칭을 갖는 실 4차원(11-7=4) 이론으로 이어진다. 결과적으로 생성된 저에너지 유효 초중력은 단일 초중력 초다중항, 즉, {\displaystyle G_{2}} 다양체의 세 번째 베티 수와 동일한 개수의 키랄 초다중항 및 두 번째 베티 수와 동일한 수의 {\displaystyle U(1)} 벡터 초다중항을 포함한다. 최근에는 버금 접촉 구조(Sema Salur et al.에 의해 구성됨)가 {\displaystyle G_{2}} 기하학에서 중요한 역할을 하는 것으로 나타났다.

## 같이 보기
- 스핀(7)-다양체
- 칼라비-야우 다양체

## 참고 문헌
1. ↑  Harvey, Reese; Lawson, H. Blaine (1982), “Calibrated geometries”, 《Acta Mathematica》 148: 47–157, doi:10.1007/BF02392726, MR 0666108
2. ↑  Bonan, Edmond (1966), “Sur les variétés riemanniennes à groupe d'holonomie G2 ou Spin(7)”, 《Comptes Rendus de l'Académie des Sciences》 262: 127–129.
3. ↑  Bryant, Robert L. (1987), “Metrics with exceptional holonomy”, 《Annals of Mathematics》 126 (2): 525–576, doi:10.2307/1971360, JSTOR 1971360
4. ↑  Bryant, Robert L.; Salamon, Simon M. (1989), “On the construction of some complete metrics with exceptional holonomy”, 《Duke Mathematical Journal》 58 (3): 829–850, doi:10.1215/s0012-7094-89-05839-0, MR 1016448.
5. ↑  Joyce, Dominic D. (2000), 《Compact Manifolds with Special Holonomy》, Oxford Mathematical Monographs, Oxford University Press, ISBN 0-19-850601-5.
6. ↑  Arikan, M. Firat; Cho, Hyunjoo; Salur, Sema (2013), “Existence of compatible contact structures on {\displaystyle G_{2}}-manifolds”, 《Asian Journal of Mathematics》 17 (2): 321–334, arXiv:1112.2951, doi:10.4310/AJM.2013.v17.n2.a3, S2CID 54942812
7. ↑  Corti, Alessio; Haskins, Mark; Nordström, Johannes; Pacini, Tommaso (2015). “G2-manifolds and associative submanifolds via semi-Fano 3-folds” (PDF). 《Duke Mathematical Journal》 164 (10): 1971–2092. doi:10.1215/00127094-3120743.
8. ↑  de la Ossa, Xenia; Larfors, Magdalena; Magill, Matthew (2021). “Almost contact structures on manifolds with a G2 structure”. arXiv:2101.12605.

## 더 읽어보기
- Becker, Katrin; Becker, Melanie; Schwarz, John H. (2007), 〈Manifolds with G2 and Spin(7) holonomy〉, 《String Theory and M-Theory : A Modern Introduction》, Cambridge University Press, 433–455쪽, ISBN 978-0-521-86069-7.
- Fernandez, M.; Gray, A. (1982), “Riemannian manifolds with structure group G2”, 《Ann. Mat. Pura Appl.》 32: 19–845, doi:10.1007/BF01760975, S2CID 123137620.
- Karigiannis, Spiro (2011), “What Is . . . a G2-Manifold?” (PDF), 《AMS Notices》 58 (4): 580–581.